# Johan Petro
Johan Petro  (Pariz, Francuska, 27. siječnja 1986.) francuski je profesionalni košarkaš. Igra na poziciji centra, a trenutačno je član NBA momčadi New Jersey Netsa. Izabran je u 1. krugu (25. ukupno) NBA drafta 2005. od strane Seattle SuperSonicsa.

## NBA karijera
Izabran je kao 25. izbor NBA drafta 2005. od strane Seattle SuperSonicsa. 7. siječnja 2009. Petro je mijenjan u Denver Nuggetse zajedno s izborom drugog kruga na NBA draftu 2009. u zamjenu za Chuckya Atkinsa, izbor prvog kruga na NBA draftu 2009. i nešto nadoplate. Petro je postao slobodan igrač, ali su Nuggetsi uvidjeli Petrov talenat te su ga 27. kolovoza 2009. potpisali i zadržali u momčadi. 10. srpnja 2010. Petro je potpisao trogodišnji ugovor vrijedan 10 milijuna dolara za New Jersey Netse.

## NBA statistika

### Regularni dio
| Godina    | Klub          | Odig. uta. | Uta. poč. | Min. | 2P%  | 3P%  | Sl. bac.% | Skok. | Asist. | Ukr. lop. | Blok. | Poena |
| --------- | ------------- | ---------- | --------- | ---- | ---- | ---- | --------- | ----- | ------ | --------- | ----- | ----- |
| 2005./06. | Seattle       | 68         | 41        | 18.9 | .510 | .000 | .627      | 4.4   | .2     | .4        | .8    | 5.2   |
| 2006./07. | Seattle       | 81         | 13        | 18.6 | .516 | .000 | .649      | 4.1   | .6     | .5        | .6    | 6.2   |
| 2007./08. | Seattle       | 72         | 28        | 18.2 | .419 | .000 | .736      | 5.1   | .4     | .5        | .6    | 6.0   |
| 2008./09. | Oklahoma City | 22         | 12        | 18.2 | .407 | .000 | .667      | 4.3   | .3     | .7        | .2    | 4.6   |
| 2008./09. | Denver        | 27         | 10        | 8.0  | .429 | .000 | .429      | 2.3   | .4     | .1        | .4    | 2.2   |
| 2009./10. | Denver        | 36         | 16        | 12.1 | .535 | .000 | .429      | 3.6   | .4     | .3        | .4    | 3.4   |
| Ukupno    |               | 306        | 120       | 16.7 | .475 | .000 | .661      | 4.2   | .4     | .4        | .5    | 5.1   |

### Doigravanje
| Godina    | Klub   | Odig. uta. | Uta. poč. | Min. | 2P%  | 3P%  | Sl. bac.% | Skok. | Asist. | Ukr. lop. | Blok. | Poena |
| --------- | ------ | ---------- | --------- | ---- | ---- | ---- | --------- | ----- | ------ | --------- | ----- | ----- |
| 2008./09. | Denver | 10         | 0         | 2.6  | .222 | .000 | .625      | .6    | .1     | .0        | .1    | .9    |
| 2009./10. | Denver | 6          | 1         | 7.5  | .545 | .000 | .500      | 1.8   | .2     | .2        | .5    | 2.2   |
| Ukupno    |        | 16         | 1         | 4.4  | .400 | .000 | .600      | 1.1   | .1     | .1        | .2    | 1.4   |

## Vanjske poveznice
- Profil na NBA.com
- Profil  Arhivirana inačica izvorne stranice od 3. rujna 2011. (Wayback Machine) na Basketball-Reference.com